# دانیل-روپ
دانیل-روپ (به فرانسوی: Henri Petiot, dit Daniel-Rops) نویسنده و مورخ قرن بیستم میلادی اهل فرانسه است.